# Samsung Kies
Samsung Kies ist eine ältere Software des südkoreanischen Konzerns Samsung, die einen Datenaustausch zwischen Mobilgeräten und PCs mit Windows (XP, Vista, 7) oder Mac OS X ermöglicht. Samsung Kies ist geeignet für Mobilgeräte bis Android-Version 4. Ab Android OS 4.3 stellt Samsung die Version Kies 3 zur Verfügung.
Mit Veröffentlichung des Samsung Galaxy S6 mit Android-Version 5 wurde Smart Switch Mobile vorgestellt, das technisch zwar auf Kies basiert und von manchen als Nachfolger von Kies bezeichnet wird, jedoch auf den Wechsel der Benutzer von Geräten der Konkurrenz und älteren Samsung-Mobilgeräten auf neue Samsung-Mobilgeräte ausgerichtet ist. Möglichkeiten einer echten Benutzerunterstützung wie Backup von Notizen aus der bei Samsung vorinstallierten App S Memo und persönlichen Einstellungen auf den PC sind in Smart Switch Mobile nicht vorhanden. Der Benutzer erhält somit von Samsung keine Möglichkeit angeboten, seine privaten Daten auf dem eigenen PC statt z. B. auf Servern von Google oder Samsung zu sichern und muss dafür Fremdanbieter-Apps, wie etwa den MyPhoneExplorer Client, einsetzen.
Samsung Kies unterliegt in Teilen der GNU Library General Public License (LGPL), GNU Lesser General Public License (LGPL), Mozilla Public License (MPL), OpenSSL-, BSD- und Apache-Lizenz.

## Funktionsumfang
Kies kann für folgende Zwecke benutzt werden:
- Datensicherung und Wiederherstellung (Backup)
- Synchronisation mit Outlook, Gmail oder Yahoo Mail
- Datenübertragung zwischen PC und Smartphone
- Betriebssystem- (Firmware-) Aktualisierung
- Synchronisation von Musik, Fotos und Videos (PC-Version) inkl. Funktionalität einer Bibliothek für Musik, Fotos und Videos
- Erstellung von Musikwiedergabelisten

## Systemvoraussetzungen

### Kies
| Betriebssystem                                                                                  | Prozessor                                       | RAM               | Festplatten- platz (mindest.) | Bildschirm- auflösung               | zus. benötigte Software |
| ----------------------------------------------------------------------------------------------- | ----------------------------------------------- | ----------------- | ----------------------------- | ----------------------------------- | --- |
| Windows XP Service Pack 3 (32 Bit), Windows Vista (32/64 Bit), Windows 7 (32/64 Bit), Windows 8 | Intel Core 2 Duo 2,0 GHz oder höher (empfohlen) | 1 GB (empfohlen)  | 500 MB                        | 1024 × 768 (600), 32 bit oder höher | .Net Framework 3.5 SP1 oder höher, Windows Media Player 10 oder höher, DirectX 9.0c *für Windows Mobile, ActiveSync (Windows XP), Device Center (Windows Vista/7), Mediaplayer (Windows 8), Bei Fehlermeldung über fehlende Ordnungszahl 7170 oder 7426 das Visual C++ 2008 SP1 Redistributable Package (x86) |
| Mac OS X Version 10.5 oder neuer                                                                | 1,8 GHz Intel oder höher                        | 512 MB oder höher | 100 MB                        |                                     | |

### Kies 3
| Betriebssystem                                                                                  | Prozessor                                    | RAM                | Festplatten- platz (mindest.) | Bildschirm- auflösung               | zus. benötigte Software                                                      |
| ----------------------------------------------------------------------------------------------- | -------------------------------------------- | ------------------ | ----------------------------- | ----------------------------------- | ---------------------------------------------------------------------------- |
| Windows XP Service Pack 3 (32 Bit), Windows Vista (32/64 Bit), Windows 7 (32/64 Bit), Windows 8 | Intel Core i5 3.0 GHz oder höher (empfohlen) | 512 MB (empfohlen) | 200 MB                        | 1024 × 768 (600), 32 bit oder höher | Windows XP: Windows Media Player 11, Windows 7/8: Windows Media Feature Pack |

## Unterstützte Geräte (Auswahl)
- Samsung Wave
- Samsung Jet Ultra Edition
- Samsung Galaxy Portal
- Samsung Omnia Lite
- Samsung Galaxy Note
- Samsung Galaxy Note II
- Samsung Galaxy Note III
- Samsung Galaxy Note 4
- Samsung Omnia Pro B7320
- Samsung Omnia Pro B7330
- Samsung Omnia Pro B7610
- Samsung Omnia II
- Samsung Galaxy Spica
- Samsung Galaxy S
- Samsung Galaxy SL
- Samsung Galaxy S Plus
- Samsung Galaxy S II
- Samsung Galaxy S III
- Samsung Galaxy S III mini
- Samsung Galaxy S4
- Samsung Galaxy S4 mini
- Samsung Galaxy S5
- Samsung Galaxy S5 mini
- Samsung Galaxy Alpha
- Samsung Galaxy Tab
- Samsung Galaxy Ace
- Samsung Galaxy Ace Plus
- Samsung Galaxy Gio
- Samsung Galaxy Y
- Samsung Champ Camera 3303
- Samsung i8910HD
- Samsung C6625
- Samsung Infuse 4G
- Samsung Exhibit 4G
- Samsung Galaxy
- Samsung Galaxy Europa GT-i5500
- Samsung Corby Pro GT-B5310
- Samsung Duo GT-B7722
- Samsung Galaxy Mini
- Sidekick 4G
- Samsung Galaxy Tab 7.0 Plus
- Samsung Galaxy Tab 10.1
- Samsung GT-S5260 Star II
- Samsung GT-S5220 Star III
- Samsung GT-E2652
- Samsung GT-C3200
- Samsung Galaxy Pro (GT-B7510)
- Samsung Hero E2232
- Samsung YP-GS1
- Samsung Galaxy A5

## Verwendung und Nachfolger
Für Smartphones/Tablet ab Android OS 4.3 existiert die Version Kies 3. Geräte, die mit Android 4.2.2 oder älter arbeiten, müssen auf Kies 2 zurückgreifen. Alle Samsung-Geräte, die mit Android 5.0.2 oder höher ausgeliefert werden, unterstützen Kies nicht und können nur die neue Software Samsung Smart Switch verwenden. Anders als Kies kann diese Software nicht nur die Synchronisation mit dem PC, sondern auch die Synchronisation von Smartphones untereinander sowie die altbekannten Firmware Updates durchführen. Alle Samsung-Geräte, die auf mindestens Android 4.0 laufen, können Smart Switch verwenden.